# Anton Shepelew
Anton Shepelew (tiếng Belarus: Антон Шэпелеў; tiếng Nga: Антон Шепелев; sinh 8 tháng 11 năm 1989) là một cầu thủ bóng đá Belarus hiện tại thi đấu cho Dnepr Mogilev.

## Danh hiệu
Dinamo Brest
- Vô địch Cúp bóng đá Belarus: 2016–17